# Lijst van oorlogsmonumenten in Nieuwegein
De Nederlandse gemeente Nieuwegein heeft 1 oorlogsmonument. Hieronder een overzicht.
| Nr.  | Object                                     | Herdachte groep                                                                                              | Ontwerper     | Onthulling | Type            | Locatie                                          | Plaats     | Coördinaten                 | Foto                                       |
| ---- | ------------------------------------------ | --- | ------------- | ---------- | --------------- | ------------------------------------------------ | ---------- | --------------------------- | ------------------------------------------ |
| 1898 | Monument voor Jutphase oorlogsslachtoffers | militairen in dienst van het Ned. Kon. 1940-1945, burgerslachtoffers, vervolgden Nederland, verzet Nederland | Albert Dresmé |            | beeld/sculptuur | Nedereindseweg, 3438 AA                          | Nieuwegein | 52° 2' 20" NB, 5° 4' 44" OL | Monument voor Jutphase oorlogsslachtoffers |
|      | Commonwealth War Grave                     | geallieerde militairen                                                                                       |               |            | grafmonument    | Gildenborglaan, Algemene Begraafplaats Vreeswijk | Vreeswijk  | 52° 0' 19" NB, 5° 5' 51" OL | Commonwealth War Grave                     |

Amersfoort ·
Baarn ·
Bunnik ·
Bunschoten ·
De Bilt ·
De Ronde Venen ·
Eemnes ·
Houten ·
IJsselstein ·
Leusden ·
Lopik ·
Montfoort ·
Nieuwegein ·
Oudewater ·
Renswoude ·
Rhenen ·
Soest ·
Stichtse Vecht ·
Utrecht ·
Utrechtse Heuvelrug ·
Veenendaal ·
Vijfheerenlanden ·
Wijk bij Duurstede ·
Woerden ·
Woudenberg ·
Zeist